# John Fedorowicz
John Fedorowicz est un joueur d'échecs américain né le 27 septembre 1958 à New York.

## Biographie
Grand maître international depuis 1986, Fedorowicz a remporté deux médailles par équipe aux olympiades : une médaille d'argent en 1990 (1er remplaçant) et une médaille de bronze en 1986 (il jouait au quatrième échiquier). Il fut le capitaine de l'équipe américaine lors de deux olympiades.
Il remporta le championnat junior américain en 1977 et 1978. Ses meilleurs classements au championnat des États-Unis d'échecs furent troisième en 1984 et deuxième ex æquo en 2003.  Il fut le secondant de Gata Kamsky  lors des matchs des candidats.
Son meilleur classement mondial a été 43e en janvier 1988, 55e en janvier 1990 et 59e en juillet 1990.

## Palmarès
Dans les tournois, Fedorowicz finit deuxième ex æquo du tournoi de Hastings en 1984-1985 et du tournoi d'échecs de Dortmund en 1986.
Il remporta  le World Open à Philadelphie (1er au départage) en 1977, puis finit deuxième au départage du World open en 1979, 1982, 1989 et 2000.
Il gagna :
- le championnat open des États-Unis (US Open) à Atlanta en 1980 ;
- le tournoi de Cannes 1987 ;
- l'open de New York en 1989[3] ;
- le tournoi de Wijk aan Zee, groupe B en 1990.

## Publications
Fedorowciz a publié des livres sur les échecs :
- (en) The Complete Benko Gambit, Summit, 1990
- (en) On Top of the Chess World: The 1995 World Chess Championship Match, Hypermodern Press, 1996Écrit avec Larry Christiansen.
- (en) The English Attack, Sterling, 2004Écrit avec Nick de Firmian.